# 蒙特利亞諾鎮
19°43′48″N 70°36′0″W / 19.73000°N 70.60000°W
蒙特利亞諾鎮（西班牙語：Villa Montellano），是多明尼加共和國的城鎮，位於該國北部，由銀港省負責管轄，面積73.89平方公里，2012年人口19,029，人口密度每平方公里260人。